# 加藤久輝
加藤 久輝（かとう ひさき、1982年9月17日 - ）は、日本の男性空手家、総合格闘家。フランス・パリ出身。愛知県名古屋市在住。ALIVE所属。元HEAT総合ルール ミドル級王者。
フランス語、日本語、英語を話すトライリンガルで通訳の仕事を本業とする。

## 来歴
日本人柔道家の父とフランス人の母の間に生まれ、フランスのパリで育つ。高校卒業後の2001年にトヨタ車体に入社し、トヨタ車体B・Fスコーレルズ（現・トヨタ車体ブレイブキングス）入り。ハンドボールの日本代表にも選出されたが、足首の故障で退団した。2009年から大道塾空道を始め、北斗旗全日本空道体力別選手権大会の無差別級で4連覇を果たした。
2014年4月19日、HEAT総合ルール ミドル級王座決定戦で新村優貴と対戦し、パンチラッシュでTKO勝ちを収め王座獲得に成功した。
2015年3月22日、HEAT総合ルール ミドル級タイトルマッチでエンリケ・スギモトと対戦し、パウンドでTKO負けを喫し王座陥落した。

### RIZIN・Bellator
2015年6月26日、Bellator初参戦となったBellator 139でジョー・シリングと対戦し、左スーパーマンパンチでKO勝ちを収めた。
2015年11月20日、Bellator 146でメルヴィン・マヌーフと対戦し、左フックでKO負けを喫した。
2016年4月17日、RIZIN.1で悠太と対戦し、左アッパーでダウンを奪いパウンドで1R KO勝利を収めた。
2016年6月25日、Bellator157において、人生初のキックボクシングルールでジョー・シリングと再戦。1R及び2R劣勢に回るも2R終盤、右ジャブからの左バックブローで逆転KO勝ちを収めた。
2018年、ミドル級（約84kg）から90kgに階級を変更。
2019年3月10日、K-1で2連勝し、K-1 WORLD GP 2019 JAPAN ～K'FESTA.2～で行われたK-1 WORLD GPクルーザー級タイトルマッチで王者のシナ・カリミアンに挑戦するも、3R判定負けを喫した。試合後、自身のInstagramでカリミアンの身体の変化や特徴に言及した上で「そんなにビビってたのか、ステロイドのインチキ野郎！」と投稿して激怒。さらにドーピング検査を行っていないK-1に対して「K-1、ドーピング検査しましょうよ！でないと若い世代に何のメッセージも残せませんよ！負けたから言ってるのではない！」と投稿した。
2022年4月3日、K-1 WORLD GP 2022 JAPAN ～K’FESTA.5～にて無差別級契約（加藤は105kg）で、K-1クルーザー級王者シナ・カリミアンにKO勝利している愛鷹亮と対戦し、3Rに左フック1発でKO勝ちを収めた。
2024年11月17日、約8年半ぶりにRIZINに出場。RIZIN LANDMARK 10でスダリオ剛と対戦。グラウンド状態から肘打ちを受け、額をカットしてしまう。一時は試合続行したものの、カットした傷口が深まりドクターストップによるTKO負けを喫した。

## 戦績

### プロ総合格闘技
| 総合格闘技 戦績 | 総合格闘技 戦績 | 総合格闘技 戦績 | 総合格闘技 戦績 | 総合格闘技 戦績 | 総合格闘技 戦績 | 総合格闘技 戦績 |
| --------------- | --------------- | --------------- | --------------- | --------------- | --------------- | --------------- |
| 12 試合         | (T)KO           | 一本            | 判定            | その他          | 引き分け        | 無効試合        |
| 8 勝            | 7               | 0               | 1               | 0               | 0               | 0               |
| 4 敗            | 3               | 0               | 1               | 0               | 0               | 0               |

| 勝敗 | 対戦相手               | 試合結果                             | 大会名                                           | 開催年月日     |
| ×    | スダリオ剛             | 3R 1:12 TKO（ドクターストップ）      | RIZIN LANDMARK 10                                | 2024年11月17日 |
| ×    | チディ・エンジョクアニ | 3R終了 判定0-3                       | Bellator 189: Budd vs. Blencowe 2                | 2017年12月1日  |
| ○    | ハレック・グレイシー   | 3R終了 判定3-0                       | Bellator 170: Ortiz vs. Sonnen                   | 2017年1月21日  |
| ○    | A.J.マシューズ         | 1R 4:58 TKO（左フック）              | Bellator 162: Shlemenko vs. Grove                | 2016年10月21日 |
| ○    | 悠太                   | 1R 1:04 TKO（左アッパー→パウンド）   | RIZIN.1                                          | 2016年4月17日  |
| ×    | メルヴィン・マヌーフ   | 1R 3:43 KO（左フック）               | Bellator 146: Kato vs. Manhoef                   | 2015年11月20日 |
| ○    | ジョー・シリング       | 2R 0:34 KO（左スーパーマンパンチ）   | Bellator 139: Kongo vs. Volkov                   | 2015年6月26日  |
| ×    | エンリケ・スギモト     | 1R 4:16 TKO（パウンド）              | HEAT35 【HEAT総合ルール ミドル級タイトルマッチ】 | 2015年3月22日  |
| ○    | 新村優貴               | 1R 0:53 TKO（スタンドパンチ連打）    | HEAT31 【HEAT総合ルール ミドル級王座決定戦】     | 2014年4月19日  |
| ○    | 坂下裕介               | 2R 0:28 TKO（左ハイキック→パウンド） | HEAT30                                           | 2014年2月23日  |
| ○    | 中村勇太               | 1R 2:14 TKO（パウンド）              | HEAT28                                           | 2013年9月29日  |
| ○    | 川岡司                 | 1R 1:29 TKO（スタンドパンチ連打）    | HEAT26                                           | 2013年3月31日  |

### キックボクシング
| キックボクシング 戦績 | キックボクシング 戦績 | キックボクシング 戦績 | キックボクシング 戦績 | キックボクシング 戦績 | キックボクシング 戦績 | キックボクシング 戦績 |
| --------------------- | --------------------- | --------------------- | --------------------- | --------------------- | --------------------- | --------------------- |
| 9 試合                | (T)KO                 | 判定                  | その他                | 引き分け              | 無効試合              |                       |
| 5 勝                  | 4                     | 1                     | 0                     | 0                     | 0                     |                       |
| 4 敗                  | 2                     | 2                     | 0                     | 0                     | 0                     |                       |

| × | AKIRA Jr         | 2R TKO                       | K-1 WORLD GP2022 JAPAN～初代バンタム級王座決定トーナメント                                        | 2022年12月3日  |
| × | 杉本仁           | 3R+延長1R終了 判定0-3        | K-1 WORLD GP 2020 JAPAN～K-1秋の大阪決戦～                                                        | 2020年9月22日  |
| × | K-Jee            | 1R 2:10 KO（左ボディフック） | Krush.112                                                                                         | 2020年3月28日  |
| ○ | K-Jee            | 2R 1:17 KO（左ストレート）   | K-1 WORLD GP 2019 JAPAN～初代女子フライ級王座決定トーナメント＆スーパー・ライト級タイトルマッチ～ | 2019年12月28日 |
| × | シナ・カリミアン | 3R終了 判定0-3               | K-1 WORLD GP 2019 JAPAN ～K'FESTA.2～ 【K-1 WORLD GPクルーザー級タイトルマッチ】                  | 2019年3月10日  |
| ○ | RUI              | 1R 1:59 KO                   | K-1 WORLD GP 2018 JAPAN～第3代スーパー・ライト級王座決定トーナメント～                            | 2018年11月3日  |
| ○ | 上原誠           | 3R+延長1R終了 判定2-1        | K-1 WORLD GP 2018 JAPAN ～第2代フェザー級王座決定トーナメント～                                   | 2018年6月17日  |
| ○ | 岡崎章太         | 1R 2:44 KO                   | S-BATTLE 2018 桜の陣                                                                              | 2018年4月15日  |
| ○ | ジョー・シリング | 2R 2:59 KO（左バックブロー） | Bellator 157【Dynamite2】                                                                         | 2016年6月25日  |

## 獲得タイトル
- 北斗旗全日本空道体力別選手権大会 無差別級 優勝（2010 - 2013年）
- 第2代HEAT総合ルール ミドル級王座（2014年）
- 第2回空道アジア選手権韓国大会 260＋級 優勝（2014年）